# 赫貝特斯維爾

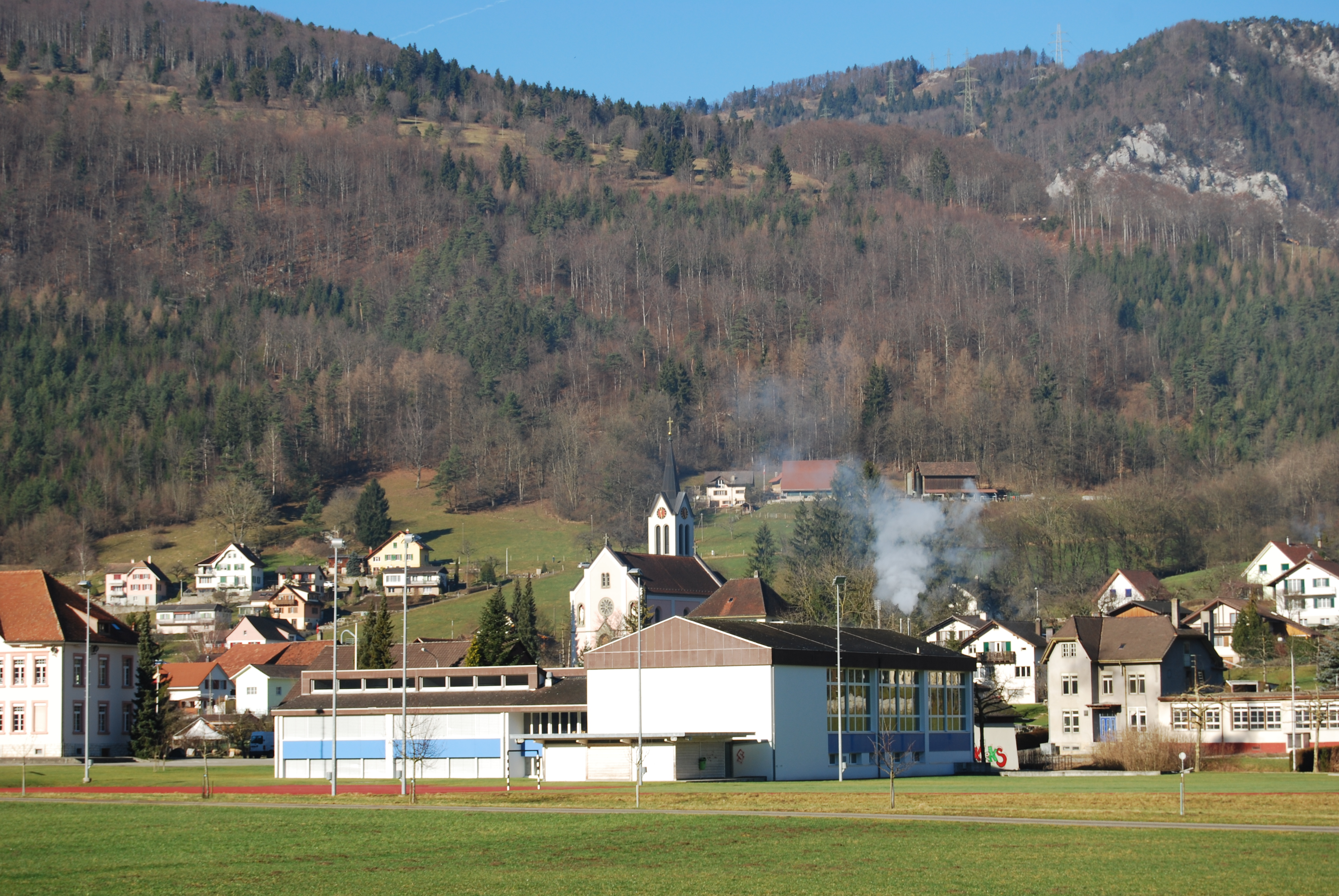

赫貝特斯維爾是瑞士的城鎮，位於該國北部，由索洛圖恩州負責管轄，面積16.31平方公里，海拔高度524米，2012年人口555，六成半人口信奉羅馬天主教，人口密度每平方公里34人。

## 外部連結
- Official website （页面存档备份，存于）